# Gelanes horstmanni
Gelanes horstmanni (лат.) — вид наездников рода Gelanes из семейства Ichneumonidae (подсемейство Tersilochinae). Видовое название дано в честь немецкого гименоптеролога Клауса Хорстманна (нем. Klaus Horstmann, Германия), крупного специалиста по ихневмонидам.

## Распространение
Северная Америка: Мексика, Tlaxcala, Nanacamilpa. Пойман в палаточную ловушку Малеза в смешанном лесу, состоящем из сосны и дуба на высотах от 2830 до 2900 м.

## Описание
Мелкие перепончатокрылые наездники, длина тела 5,0 мм, длина крыла 3,9 мм. Усики с 25 члениками жгутика (флагелломерами). Голова округлённая позади глазами. Яйцеклад очень длинный (общая длина больше длины всего тела), длина концевых ножен яйцеклада равна 3,0 длины задней голени. Основная окраска буровато-чёрная с жёлтыми отметинами. Предположительно, как и близкие виды, паразиты пилильщиков рода Xyela. Вид был впервые описан в 2017 году гименоптерологом Андреем Халаимом (Зоологический институт РАН, Санкт-Петербург, Россия) по типовым материалам из Мексики.